# Aaron Eckhart
Aaron Edward Eckhart (Cupertino, Kalifornia, 1968. március 12. –) Golden Globe-díjra jelölt amerikai színész.

## Fiatalkora
Eckhart a kaliforniai Cupertinóban született, három fivér legfiatalabbjaként, Mary (Lawrence) Eckhart gyermekkönyv-író és költő és James C. Eckhart számítógépes szakember fiaként. Bátyjai James Lawrence Eckhart (1963. augusztus 29.) és Adam Eckhart (1966. október 23.). Eckhartot a mormon vallás tanai szerint nevelték. Tizenéves korában családjával Angliában és Sydney-ben élt. A középiskolát követő három évben szörfözött Hawaii-on és Az Utolsó Napok Szentjeinek Jézus Krisztus Egyházának missziójában szolgált Franciaországban és Svájcban, majd beiratkozott a Brigham Young Universityre, ahol filmet tanult, s amit 1994-ben végzett el.

## Pályafutása

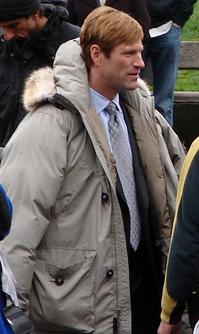
A Derült égből szerelem forgatásán, 2008-ban

Az egyetemi évei alatt Eckhart feltűnt a mormon témájú Godly Sorrow című filmben, s találkozott Neil LaBute író-rendezővel, aki beválasztotta őt több eredeti színdarabjába is. A diplomaszerzést követően Eckhart a Beverly Hills 90210 egy epizódjában statisztált, majd LaBute felkereste egyik darabja filmváltozatának főszereplével. A Férfitársaságbanban (1997) egy a nőkkel frusztrált hivatalnokot játszik, aki elcsavarja egy süket női kollégája fejét, majd váratlanul dobja őt. A következő évben Eckhart újfent LaBute-tal dolgozott együtt a Gyere! Csere! – Egy erkölcstelen mese című dráma–vígjáték keverékben, 1999-ben pedig a Minden héten háború amerikaifutball-támadó-koordinátoraként tűnt fel. Még ugyanebben az évben a Molly, vár a világ egyik főszerepét is megkapta, melyben egy olyan autista nő bátyját alakította, akit műtéttel „meggyógyítanak”.
2000-ben Eckhart az Erin Brockovich – Zűrös természetben Julia Roberts lófarkas hajviseletű motoros barátjaként volt látható, s e szerepével már szélesebb körben is ismertté vált neve. Szintén ebben az évben sor került harmadik együttműködésére LaBute-tal a Renée Zellweger főszereplésével készült Betty nővérben. Hamarosan szerepet kapott Az ígéret megszállottja című filmben; a Sean Penn rendezte bűnügyi drámában egy veterán nyomozóval (Jack Nicholson) társuló fiatal detektívet alakított. Eckhart a Költői szerelem című romantikus filmmel jegyezte negyedik közös filmjét LaBute-tal, majd a következő évben A mag című katasztrófafilm főszerepét játszhatta el Hilary Swank partnereként; ebben a produkcióban egy geofizikust formál meg, aki egy csapat élén nukleáris tölteteket igyekszik robbantani a bolygó magjának közelében a világ megmentéséért. Szintén 2003-ban került a mozikba Ron Howard Az eltűntek című rendezése, melyben Eckhart Cate Blanchett szeretőjét játszotta, majd az év végén A felejtés bére című akció-thrillerben tűnt fel Ben Affleck ellenlábasaként.
2004-ben Eckhart visszatérő szerepet kapott az NBC Frasier – A dumagép című szituációs komédia-sorozatában, méghozzá Dr. Frasier Crane házasságszerző szerelme, Charlotte (Laura Linney) barátjáét. A Zéró gyanúsított című thrillerben Eckhart egy sorozatgyilkosokkal végző gyilkos nyomában lévő FBI-ügynököt alakított, 2006-ban pedig Helena Bonham Carterrel játszott együtt a Conversations with Other Womenben. A Christopher Buckley regényéből készült Thank You for Smoking főszerepéért Eckhart jelentős kritikai elismerésben részesült. Nick Naylor dohány-lobbista életre keltéséért Golden Globe-díjra jelölték a legjobb vígjátéki színész kategóriában, továbbá Independent Spirit és Satellite Awardra is felterjesztették, azon két díj ítészei, akik korábban már jutalmazták a Férfitársaságban-ért. 2006-ban szerepelt még Brian De Palma Fekete Dália című film noirjában, amit Los Angelesben és Bulgáriában forgattak.
Egy évvel később Eckhart Catherine Zeta-Jones partnere volt az Ízlések és pofonok című romantikus vígjáték szakácsaként, s eljátszotta az Alicia Erian könyve alapján készült Érzékeny pont egyik szerepét is. 2008-ban legjelentősebb munkája Harvey Dent/Kétarc megformálása volt Christopher Nolan második Batman-filmjében, A sötét lovagban, de még ugyanebben az évben sor került egy romantikus filmre is, melyben partnere Jennifer Aniston volt. 2010-ben Nicole Kidmannel játszott együtt a Rabbit Hole című drámában, 2011-ben pedig A Föld inváziója – Csata: Los Angeles című sci-fi akciófilmben szerepel. A Támadás a Fehér Ház ellen című filmben és második részében (Támadás a Fehér Ház ellen 2. – London ostroma) az Amerikai Egyesült Államok elnökét alakítja.

## Magánélete
Eckhart eljegyzete Emily Cline színésznőt, azonban a pár 1998-ban különvált.
2006–2007 között Kristyn Osbornnal, a SHeDAISY nevű amerikai countryzenekar egyik tagjával volt párkapcsolata. Az együttes I'm Taking the Wheel című dalához készült videóklipben a színész fel is tűnik.

## Filmográfia

### Film
| Év   | Magyar cím                                    | Eredeti cím                    | Szerep                        | Magyar hang           |
| ---- | --------------------------------------------- | ------------------------------ | ----------------------------- | --------------------- |
| 1994 | Ártatlanok mészárlása                         | Slaughter of the Innocents     | Ken Reynolds                  | Földi Tamás           |
| 1997 | Férfitársaságban                              | In the Company of Men          | Chad                          | Szabó Sipos Barnabás  |
| 1998 | Egy erkölcstelen mese                         | Your Friends & Neighbors       | Barry                         | Csuja Imre            |
| 1998 | Egy nehéz nap                                 | Thursday                       | Nick                          | Sörös Sándor          |
| 1998 | Egy nehéz nap                                 | Thursday                       | Nick                          | Gergely Róbert        |
| 1999 | Molly, vár a világ                            | Molly                          | Buck McKay                    |                       |
| 1999 | Minden héten háború                           | Any Given Sunday               | Nick Crozier                  | Tóth Tamás            |
| 2000 | Erin Brockovich – Zűrös természet             | Erin Brockovich                | George                        | Forgács Péter         |
| 2000 | Betty nővér                                   | Nurse Betty                    | Del Sizemore                  | Stohl András          |
| 2001 | Az ígéret megszállottja                       | The Pledge                     | Stan Krolak                   | Selmeczi Roland       |
| 2002 | Költői szerelem                               | Possession                     | Roland Michell                | Anger Zsolt           |
| 2003 | A mag                                         | The Core                       | Dr. Josh Keyes                | Viczián Ottó          |
| 2003 | Az eltűntek                                   | The Missing                    | Brake Baldwin                 | Kardos Róbert         |
| 2003 | A felejtés bére                               | Paycheck                       | James Rethrick                | Csankó Zoltán         |
| 2004 | Zéró gyanúsított                              | Suspect Zero                   | Thomas Mackelway              | Széles László         |
| 2004 | Zéró gyanúsított                              | Suspect Zero                   | Thomas Mackelway              | Lux Ádám              |
| 2005 | Sohaország                                    | Neverwas                       | Zach Riley                    | Haás Vander Péter     |
| 2005 | Köszönjük, hogy rágyújtott!                   | Thank You for Smoking          | Nick Naylor                   | Stohl András          |
| 2005 | A nő másik arca                               | Conversations with Other Women | férfi                         | Stohl András          |
| 2006 | Rejtélyek szigete                             | The Wicker Man                 | férfi a kamionmegállóban      |                       |
| 2006 | Fekete Dália                                  | The Black Dahlia               | Lee Blanchard                 | Széles László         |
| 2007 | Ízlések és pofonok                            | No Reservations                | Nick                          | Stohl András          |
| 2007 | Érzékeny pont                                 | Nothing Is Private             | Mr. Vuoso                     | Stohl András          |
| 2007 | Ne hagyd magad, Bill!                         | Bill                           | Bill                          | Crespo Rodrigo        |
| 2008 | A sötét lovag                                 | The Dark Knight                | Harvey Dent / Kétarc          | Széles László         |
| 2009 | Derült égből szerelem                         | Love Happens                   | Burke Ryan                    | Széles László         |
| 2010 | Engedd el!                                    | Rabbit Hole                    | Howie Corbett                 | Varga Rókus           |
| 2010 |                                               | To Be Friends                  | filmproducer                  |                       |
| 2011 | A Föld inváziója – Csata: Los Angeles         | Battle: Los Angeles            | Michael Nantz főtörzsőrmester | Széles László         |
| 2011 | Rumnapló                                      | The Rum Diary                  | Hal Sanderson                 | Széles László         |
| 2012 | Likvidálva                                    | The Expatriate                 | Ben Logan                     | Epres Attila          |
| 2013 | Támadás a Fehér Ház ellen                     | Olympus Has Fallen             | Benjamin Asher elnök          | Epres Attila          |
| 2014 | Én, Frankenstein                              | I Frankenstein                 | Adam Frankenstein             | Széles László         |
| 2015 |                                               | My All American                | Darrell Royal                 |                       |
| 2016 | Támadás a Fehér Ház ellen 2. – London ostroma | London Has Fallen              | Benjamin Asher elnök          | Epres Attila          |
| 2016 | Sully – Csoda a Hudson folyón                 | Sully                          | Skiles elsőtiszt              | Sebestyén András      |
| 2016 | Vasakarat                                     | Bleed for This                 | Kevin Rooney                  | Epres Attila          |
| 2016 | A démon arca                                  | Incarnate                      | Dr. Seth Ember                | Fekete Ernő           |
| 2019 | Midway                                        | Midway                         | Jimmy Doolittle alezredes     | Sztarenki Pál         |
| 2019 | Hajsza élő adásban                            | Line of Duty                   | Frank Penny                   | Pál Tamás             |
| 2020 | Wander                                        | Wander                         | Arthur Bretnik                | Epres Attila          |
| 2023 | Halálos csapda                                | Ambush                         | Drummond kapitány             | Epres Attila          |
| 2023 | K9: A fenevad                                 | Muzzle                         | Jake Rosser                   | Epres Attila          |
| 2023 |                                               | Rumble Through the Dark        | Jack Boucher                  |                       |
| 2024 | A kőműves                                     | The Bricklayer                 | Steve Vail                    | Stohl András          |
| 2024 | A kiküldetés                                  | Chief of Station               | Ben Malloy                    | Epres Attila[forrás?] |
| 2024 | Bizalmas ügy                                  | Classified                     | Evan Shaw                     | Stohl András          |

### Televízió
| Év   | Magyar cím          | Eredeti cím                 | Szerep              | Megjegyzések                                  |
| ---- | ------------------- | --------------------------- | ------------------- | --------------------------------------------- |
| 1992 | Kétszeres kockázat  | Double Jeopardy             | Dwayne              | tévéfilm                                      |
| 1993 |                     | History's Greatest Miracles | Samson              | különkiadás                                   |
| 1996 |                     | Aliens in the Family        | Townsend            | 1 epizód                                      |
| 2004 | Frasier – A dumagép | Frasier                     | Frank               | 2 epizód                                      |
| 2018 | A Romanov-dinasztia | The Romanoffs               | Greg                | 1 epizód                                      |
| 2022 | Pantheon            | Pantheon                    | Cary Duval (hangja) | - főszereplő - magyar hangja: - Faragó András |